# Raja
Raja oder Radscha (Sanskrit राजा rājā [ˈrɑːʤɑː], lat. rex, „Herrscher, Fürst, König“) ist ein Titel von Herrschern in Indien und Teilen Südostasiens; die weibliche Form lautet Rani (राणी rāṇī [ˈrɑːɳiː]). Maharaja bedeutet entsprechend „Großer Herrscher“, „Großkönig“ oder „Großfürst“.

## Indien
Die hinduistischen Herrscher in Indien trugen meist den Titel Raja oder Maharaja, teilweise auch Rao oder Maharao, wohingegen die islamischen Herrscher die Titel Nawab, Schah, Sultan oder im Mogulreich Großmogul verwendeten. Das Wort Raja bedeutet „Herrscher“; auch Prinzregenten wurden Raja genannt. In Teilen Südindiens wurde der Titel Raya geschrieben und gesprochen.

## Südostasien
Im malaiischsprachigen Teil Südostasiens (Malaysia und Indonesien) kommt Raja in derselben Bedeutung als Herrschertitel vor und wird meist mit „König“ übersetzt. Die Verwendung des Titels ist vielfältig und nicht von der Religion bestimmt: Auf der zu Indonesien gehörenden hinduistischen Insel Bali heißen die Herrscher seit alters her Raja. In Westtimor und auf Sumatra ist der Titel üblich. So bei den Batak Nordsumatras, auch für Sippenälteste (siehe die Marga) und für Clanchefs und Dorfkönige; beispielsweise wurde der Titel dabei wie ein Namensbestandteil geführt, etwa beim letzten Priesterkönig der Toba-Batak Si Singamangaraja XII. Zu Zeiten der holländischen Kolonialherrschaft trugen die einheimischen Distriktvorsteher den Titel Radja, meist in Verbindung mit dem entsprechenden Ortsnamen, etwa Radja Siantar für den Herrscher von Pematang Siantar.
In Malaysia werden Herrscher souveräner Staaten Raja genannt, z. B. der König von Thailand Raja Thai, jedoch auch der (nicht-souveräne) muslimische Herrscher des Bundesstaates Perlis, während seine Kollegen in den acht anderen monarchisch organisierten Bundesstaaten als Sultan bzw., in Negeri Sembilan, als Yang di-Pertuan Besar (wörtlich übersetzt: der zum Großen Gewählte) bezeichnet werden. Perlis wird nirgendwo als eigenständiges „Königreich“ rezipiert, zumal es der mit Abstand kleinste monarchische Teilstaat Malaysias ist. So steht in Malaysia der Begriff für „Herrscher“, gleichgültig ob souverän oder nicht. Thronfolger tragen in den Sultanaten oft den Titel Raja Muda (malaiisch muda „jung“), obwohl sie noch keine Machtbefugnisse haben. Die Konferenz der Herrscher wiederum wird Majlis Raja-Raja genannt.
Die englischstämmige Familie Brooke, die im 19. und 20. Jahrhundert an der Nordküste Borneos im heutigen malaysischen Bundesstaat Sarawak herrschten, wurden die weißen Rajas genannt.
Ein Teil der lokalen Fürsten auf den vorspanischen Philippinen aus der Feudalklasse Maginoo trug ebenfalls den Titel Raja.

## Sonstiges
Eine Spielfigur im Chaturanga, dem Vorläufer des Schachs, heißt ebenfalls Raja.